# Valea Moldovei (gmina)
Valea Moldovei – gmina w Rumunii, w okręgu Suczawa. Obejmuje miejscowości Mironu i Valea Moldovei. W 2011 roku liczyła 3838 mieszkańców.